# Dirka po Italiji 1926
Dirka po Italiji 1926 (italijansko Giro d'Italia 1926) je 14. izvedba dirke po Italiji, tritedenske moške cestne kolesarske etapne dirke. Začela se je 15. maja v Milanu in končala 6. junija v Milanu. Sodelovalo je 206 kolesarjev iz šetih ekip in privatnih kolesarjev. Skupno zmago je tretjič osvojil Giovanni Brunero, drugo mesto Alfredo Binda (oba Legnano–Pirelli), tretje pa Arturo Bresciani (Olympia).

## Ekipe
- Berrettini
- Ganna
- Legnano–Pirelli
- Météore-Wolber
- Olympia
- Wolsit–Pirelli

## Etape
| Etapa | Datum    | Štart/Cilj       | Razdalja    | Tip         | Tip             | Zmagovalec                | Vodilni                   |
| ----- | -------- | ---------------- | ----------- | ----------- | --------------- | ------------------------- | ------------------------- |
| 1     | 15. maj  | Milano – Torino  | 275 km      |             | gorska etapa    | Domenico Piemontesi (ITA) | Domenico Piemontesi (ITA) |
|       | 16. maj  | dan počitka      | dan počitka | dan počitka | dan počitka     | dan počitka               | dan počitka               |
| 2     | 17. maj  | Torino – Genova  | 250,5 km    |             | ravninska etapa | Domenico Piemontesi (ITA) | Domenico Piemontesi (ITA) |
|       | 18. maj  | dan počitka      | dan počitka | dan počitka | dan počitka     | dan počitka               | dan počitka               |
| 3     | 19. maj  | Genova – Firence | 312 km      |             | gorska etapa    | Alfredo Binda (ITA)       | Domenico Piemontesi (ITA) |
|       | 20. maj  | dan počitka      | dan počitka | dan počitka | dan počitka     | dan počitka               | dan počitka               |
| 4     | 21. maj  | Firence – Rim    | 287,2 km    |             | gorska etapa    | Costante Girardengo (ITA) | Costante Girardengo (ITA) |
|       | 22. maj  | dan počitka      | dan počitka | dan počitka | dan počitka     | dan počitka               | dan počitka               |
| 5     | 23. maj  | Rim – Neapelj    | 232,1 km    |             | ravninska etapa | Costante Girardengo (ITA) | Costante Girardengo (ITA) |
|       | 24. maj  | dan počitka      | dan počitka | dan počitka | dan počitka     | dan počitka               | dan počitka               |
| 6     | 25. maj  | Neapelj – Foggia | 262,9 km    |             | gorska etapa    | Alfredo Binda (ITA)       | Costante Girardengo (ITA) |
|       | 26. maj  | dan počitka      | dan počitka | dan počitka | dan počitka     | dan počitka               | dan počitka               |
| 7     | 27. maj  | Foggia – Sulmona | 250,8 km    |             | gorska etapa    | Alfredo Binda (ITA)       | Giovanni Brunero (ITA)    |
|       | 28. maj  | dan počitka      | dan počitka | dan počitka | dan počitka     | dan počitka               | dan počitka               |
| 8     | 29. maj  | Sulmona – Terni  | 266,5 km    |             | gorska etapa    | Giovanni Brunero (ITA)    | Giovanni Brunero (ITA)    |
|       | 30. maj  | dan počitka      | dan počitka | dan počitka | dan počitka     | dan počitka               | dan počitka               |
| 9     | 31. maj  | Terni – Bologna  | 357,8 km    |             | ravninska etapa | Alfredo Binda (ITA)       | Giovanni Brunero (ITA)    |
|       | 1. junij | dan počitka      | dan počitka | dan počitka | dan počitka     | dan počitka               | dan počitka               |
| 10    | 2. junij | Bologna – Videm  | 355,2 km    |             | ravninska etapa | Pierino Bestetti (ITA)    | Giovanni Brunero (ITA)    |
|       | 3. junij | dan počitka      | dan počitka | dan počitka | dan počitka     | dan počitka               | dan počitka               |
| 11    | 4. junij | Videm – Verona   | 291,7 km    |             | gorska etapa    | Alfredo Binda (ITA)       | Giovanni Brunero (ITA)    |
|       | 5. junij | dan počitka      | dan počitka | dan počitka | dan počitka     | dan počitka               | dan počitka               |
| 12    | 6. junij | Verona – Milano  | 288 km      |             | gorska etapa    | Alfredo Binda (ITA)       | Giovanni Brunero (ITA)    |
|       | Skupaj   | Skupaj           | 3429,7 km   | 3429,7 km   | 3429,7 km       | 3429,7 km                 | 3429,7 km                 |

## Končna razvrstitev

### Skupni seštevek
| Poz. | Kolesar                  | Ekipa           | Čas          |
| ---- | ------------------------ | --------------- | ------------ |
| 1    | Giovanni Brunero (ITA)   | Legnano–Pirelli | 137h 55' 59" |
| 2    | Alfredo Binda (ITA)      | Legnano–Pirelli | + 15' 28"    |
| 3    | Arturo Bresciani (ITA)   | Olympia         | + 54' 41"    |
| 4    | Ermanno Vallazza (ITA)   | Legnano–Pirelli | + 1h 11' 38" |
| 5    | Giuseppe Enrici (ITA)    | —               | + 1h 15' 57" |
| 6    | Pierino Bestetti (ITA)   | Wolsit–Pirelli  | + 1h 26' 00" |
| 7    | Gianbattista Gilli (ITA) | Olympia         | + 2h 02' 52" |
| 8    | Angelo Gremo (ITA)       | Météore-Wolber  | + 3h 16' 58" |
| 9    | Michele Robotti (ITA)    | Berrettini      | + 3h 41' 39" |
| 10   | Ezio Cortesia (ITA)      | Ganna           | + 3h 59' 18" |

| Skupna razvrstitev kolesarjev (11–40) | Skupna razvrstitev kolesarjev (11–40) | Skupna razvrstitev kolesarjev (11–40) | Skupna razvrstitev kolesarjev (11–40) |
| Poz.                                  | Kolesar                               | Ekipa                                 | Čas                                   |
| ------------------------------------- | ------------------------------------- | ------------------------------------- | ------------------------------------- |
| 11                                    | Romolo Lazzaretti (ITA)               | Olympia                               | + 4h 47' 39"                          |
| 12                                    | Giuseppe Pancera (ITA)                | Olympia                               | + 4h 58' 19"                          |
| 13                                    | Gino Balestieri (ITA)                 | —                                     | + 5h 24' 11"                          |
| 14                                    | Antonio Montevecchi (ITA)             | —                                     | + 6h 32' 50"                          |
| 15                                    | Umberto Berni (ITA)                   | —                                     | + 6h 39' 28"                          |
| 16                                    | Umberto Brivio (ITA)                  | —                                     | + 7h 04' 034"                         |
| 17                                    | Giovanni Rossignoli (ITA)             | —                                     | + 7h 25' 00"                          |
| 18                                    | Antonio Tecchio (ITA)                 | —                                     | + 8h 11' 20"                          |
| 19                                    | Giuseppe Casadio (ITA)                | —                                     | + 8h 34' 21"                          |
| 20                                    | Marco Persichetti (ITA)               | —                                     | ?                                     |
| 21                                    | Cesare Barbera (ITA)                  | —                                     | + 9h 51' 36"                          |
| 22                                    | Arnaldo Bergami (ITA)                 | —                                     | + 10h 42' 45"                         |
| 23                                    | Virgilio Beolchi (ITA)                | —                                     | + 10h 53' 49"                         |
| 24                                    | Angelo Cerro (ITA)                    | —                                     | + 13h 11' 25"                         |
| 25                                    | Eliseo Pancera (ITA)                  | —                                     | + 13h 49' 42"                         |
| 26                                    | Alessandro Cattaneo (ITA)             | —                                     | + 15h 04' 33"                         |
| 27                                    | Azeglio Terreni (ITA)                 | —                                     | + 15h 18' 16"                         |
| 28                                    | Antonio Venturi (ITA)                 | —                                     | + 15h 19' 50"                         |
| 29                                    | Mosé Arosio (ITA)                     | —                                     | + 15h 27' 27"                         |
| 30                                    | Alessandro Orioli (ITA)               | —                                     | + 15h 31' 04"                         |
| 31                                    | Augusto Rho (ITA)                     | —                                     | + 16h 21' 06"                         |
| 32                                    | Emanuele Caly (ITA)                   | —                                     | + 17h 02' 08"                         |
| 33                                    | Pietro Barbati (ITA)                  | —                                     | + 17h 26' 33"                         |
| 34                                    | Americo Giammei (ITA)                 | —                                     | + 17h 49' 07"                         |
| 35                                    | Giuseppe Pedrali (ITA)                | —                                     | + 19h 15' 39"                         |
| 36                                    | Eustacchio Paliotta (ITA)             | —                                     | + 19h 40' 33"                         |
| 37                                    | Giuseppe Cattaneo (ITA)               | —                                     | + 20h 04' 07"                         |
| 38                                    | Biaggio Gavinelli (ITA)               | —                                     | + 22h 20' 32"                         |
| 39                                    | Giacomo Fassio (ITA)                  | —                                     | + 22h 45' 07"                         |
| 40                                    | Giuseppe Chiesa (ITA)                 | —                                     | + 27h 26' 56"                         |